# The Haunting
A The Haunting album a magyar Sear Bliss együttes 1998-ban megjelent második nagylemeze, melyet ismét a holland Mascot Records adott ki. Az előző albumhoz képest a felállás jelentősen megváltozott, mely a zenében is változást hozott, atmoszferikusabb dalok kerültek lemezre.
Az anyagot Hollandiában rögzítették, de a kiadás előtt újra kellett keverni, mert a zenekar nem volt elégedett a hangzásával. 2006-ban remasterizálták az albumot egy újrakiadáshoz a holland Vic Records számára, a dalok egyes részeit is ismét feljátszották a stúdióban, de a felújított lemez megjelenése évek óta csúszik.

## Az album dalai
1. Tunnels of Vision – 8:12
2. Hell Within – 5:59
3. Land of Silence – 4:34
4. Unholy Dance – 8:30
5. Soulless – 4:38
6. The Haunting – 8:03
7. Left in the Dark – 6:01

## Közreműködők
- Nagy András – basszusgitár, ének
- Barbarics János – gitár
- Scheer Viktor – gitár
- Schönberger Zoltán – dob
- Szűcs Gergely – trombita, szintetizátor

## Külső hivatkozások
- Sear Bliss hivatalos weboldal
- Encyclopaedia Metallum